# Neotrichia numii
Neotrichia numii är en nattsländeart som beskrevs av Ross 1948. Neotrichia numii ingår i släktet Neotrichia och familjen smånattsländor. Inga underarter finns listade i Catalogue of Life.